# Pacinotti-Klasse
Die Pacinotti-Klasse war eine Klasse von zwei U-Booten der Regia Marina. Es handelte sich um die ersten italienischen U-Boote, die über einen mittleren Aktionsradius verfügten.

## Baugeschichte
Die beiden Boote der Pacinotti-Klasse wurden 1913 von der Königlich Italienischen Marine bei der Fiat-Werft San Giorgio in Muggiano bei La Spezia bestellt. Bei der Auftragserteilung orientierte man sich an ein dort bereits im Bau befindliches U-Boot, das von der deutschen Kaiserliche Marine bei Fiat bestellt worden war und nach dem italienischen Kriegseintritt auf Seite der Entente unter dem Namen Balilla vom Stapel lief.
Das Bauprojekt der Pacinotti-Klasse basierte auf den von Fiat gebauten kleineren Vorgängerbooten, ohne wesentliche strukturelle Neuerungen einzuführen. Im Vergleich zu der Vorgängerbooten konnte allerdings der Aktionsradius wesentlich vergrößert werden, so dass sie die ersten italienischen U-Boote waren, die über einen mittleren Aktionsradius verfügten. Nach den Vorstellungen von Admiralstabschef Paolo Thaon di Revel sollten die Boote für den Einsatz im gesamten Mittelmeer tauglich sein und damit über die Adria hinaus eingesetzt werden können. Als Besonderheit besaß die Pacinotti-Klasse zudem drei Torpedorohre im Bug, was bei nachfolgenden Booten nicht wieder aufgenommen wurde. Die Klasse konnte im Einsatz nicht überzeugen und erwies sich als nicht sehr effizient, weshalb außer den beiden Prototypen keine weiteren Boote in Auftrag gegeben wurden.

## Boote der Klasse
| Boot                 | Bauwerft                   | Kiellegung   | Stapellauf    | Indienststellung  |
| -------------------- | -------------------------- | ------------ | ------------- | ----------------- |
| Antonio Pacinotti    | Fiat San Giorgio, Muggiano | 7. Juni 1914 | 13. März 1916 | 7. Dezember 1916  |
| Alberto Guglielmotti | Fiat San Giorgio, Muggiano | 7. Juni 1914 | 4. Juni 1916  | 19. Dezember 1916 |

Quellen

## Einsatzgeschichte
Nach der Indienststellung im Dezember 1916 wurden die beiden Boote zunächst für einige Wochen als Ausbildungsboote von der Marinebasis La Spezia genutzt.

### Antonio Pacinotti
Das Typboot war nach dem italienischen Physiker und Erfinder Antonio Pacinotti benannt. Das Boot wurde von Ende März 1917 bis Anfang September 1917 zum Schutz der Seewege im nördlichen Tyrrhenischen Meer eingesetzt. In knapp sechs Monaten kam die Antonio Pacinotti dabei auf 13 Einsätze zwischen der toskanischen Küste, Korsika und Sardinien. Am 7. September 1917 wurde sie zur U-Boot-Bekämpfung dem Marinekommando Sizilien unterstellt. Wegen anstehender Reparaturen kehrte sie am 20. Dezember 1917 nach La Spezia zurück. Die Reparaturarbeiten zogen sich jedoch hin und waren erst nach Ende des Ersten Weltkrieges im Februar 1919 abgeschlossen. Während des Krieges kam die Antonio Pacinotti zu insgesamt 23 Unternehmungen, ohne dabei ein gegnerisches Schiff versenkt zu haben. In der Nachkriegszeit wurde es wieder für die Ausbildung von U-Bootbesatzungen herangezogen und schließlich am 15. Mai 1921 außer Dienst gestellt.

### Alberto Guglielmotti
Benannt nach dem Dominikaner und Marinehistoriker Alberto Guglielmotti erhielt das Boot Anfang März 1917 unter dem Kommando von Flottillenkapitän Guido Castiglioni den Auftrag, sich in Brindisi der 2. U-Boot-Flottille anzuschließen. Einen Tag nachdem die Alberto Guglielmotti in La Spezia ausgelaufen war, wurde sie am Abend des 10. März bei der Insel Capraia vom britischen Minensuchboot HMS Cyclamen der Arabis-Klasse für ein feindliches U-Boot gehalten. Das einem Truppentransporter Geleitschutz leistende Minensuchboot beschoss und rammte schließlich die Alberto Guglielmotti, die daraufhin sank. Die Verwechslung kostete 16 Besatzungsmitgliedern des U-Boots das Leben. Das Wrack wurde 2018 von der italienischen Marine in etwa 400 m Tiefe bei der Insel Capraia entdeckt.
Ein zweites italienisches U-Boot der im Zweiten Weltkrieg eingesetzten Brin-Klasse trug ebenfalls den Namen Alberto Guglielmotti.